# Conte (oral)
Pour les articles homonymes, voir Conte (homonymie).
 (novembre 2009).

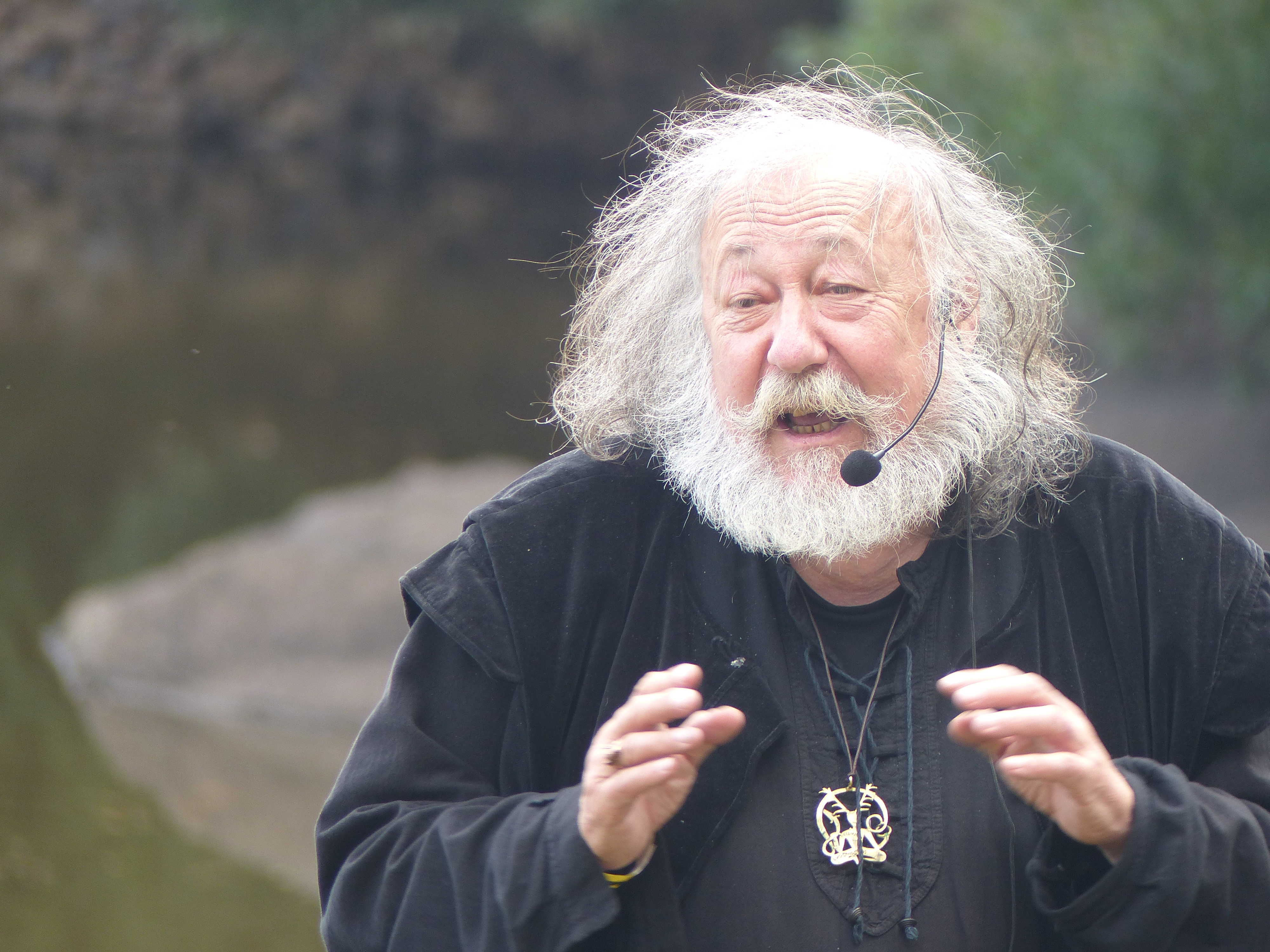
Le conteur Pierre Dubois racontant une aventure de Gauvain au centre de l'imaginaire arthurien en 2017.

Le conte est un genre de récit appartenant à la famille de la littérature orale. Il s'agit de l'une des plus vieilles formes artistiques et littéraires connues à ce jour.

## Définition
Les contes oraux sont des histoires initialement transmises oralement. En occident dès la renaissance, une transcription littéraire s'opère, mais d'autres cultures en Afrique et en Polynésie par exemple retiennent la forme de transmission orale des contes.

## Traditions du conte par continent

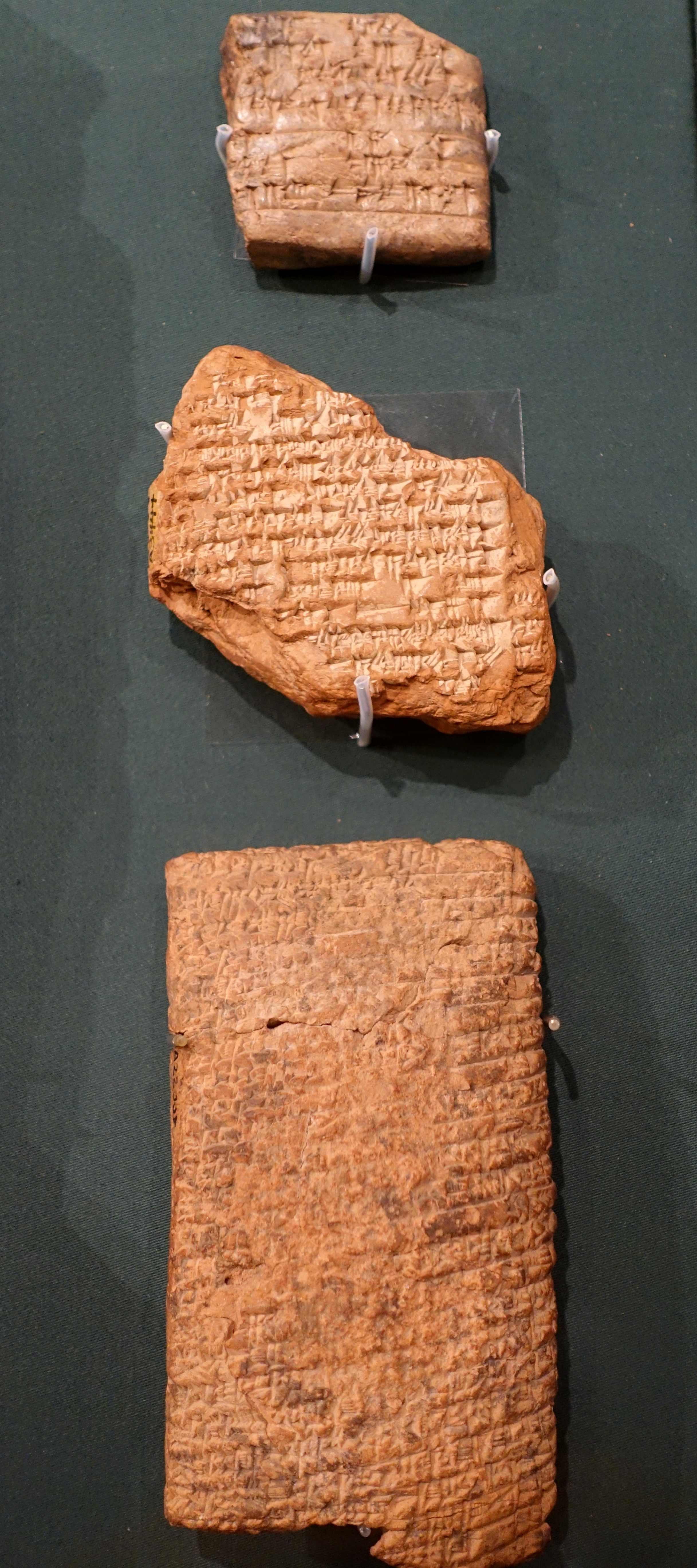
Fragments de l’Épopée de Gilgamesh de la période paléo-babylonienne. Musée de l'Institut oriental de Chicago.

La plus ancienne trace écrite de récit oral connue à ce jour est l'Épopée de Gilgamesh, rédigée dans la Babylonie des XVIIIe et XVIIe siècles av. J.-C. Pour la première fois, un récit transmis oralement se voit figé sous une forme écrite, signant ainsi l'acte de naissance de la littérature. Néanmoins, l'histoire de Gilgamesh est une épopée, de même que L'Iliade et L'Odyssée d'Homère, et non un conte, au sens littéraire et littéral du terme[réf. nécessaire].

### Afrique
Toutes les sociétés africaines indigènes ont utilisé la tradition orale pour transmettre leur origine et leur histoire, leurs devoirs civiques et religieux, leur artisanat et leurs compétences, ainsi que leurs mythes et légendes traditionnelles. Il s'agit également d'un élément socioculturel clé dans la pratique de leurs spiritualités traditionnelles, ainsi que des principales religions abrahamiques. Ces groupes ethniques africains utilisaient également la tradition orale pour développer et former l'intellect humain et la mémoire afin de retenir les informations et d'aiguiser l'imagination.
Le conte oral revêt une grande importance. Il s'agit pour Marius Ano N’Guessan d'« un récit oral, populaire [et vivant], traditionnel, à tendance ludique, didactique, magique, fictive ou réaliste, reflétant une certaine “vision du monde” de la communauté qui l’a produit».
Parmi les conteurs africains on trouve Amadou Hampâté Bâ (Sénégal), Ahmadou Kourouma, Goggo Addi (Cameroun), Halima Hamdane (Maroc), Souleymane Mbodj.

### Europe
Le conteur traditionnel disparaît au fur et à mesure que l'industrialisation s'impose à toutes les couches de la société, si bien qu'il a quasiment disparu au XXe siècle dans les sociétés de l'Europe occidentale.
Il existe en France des chercheurs qui depuis un siècle ont collecté contes et légendes auprès des derniers témoins de la tradition orale : Geneviève Massignon dans l'Ouest, Alain Laborieux dans le Languedoc, le Dr Peyresblanques dans le département des Landes, Charles Joisten dans le Dauphiné, Michel Gautier en Vendée, Fabienne Maestracci en Corse, Roger Maudhuy dans le Grand Est, etc.
À la place de la transmission traditionnelle des contes, on trouve à partir des années 1970 un renouveau du conte en tant qu'art du spectacle. Ce mouvement culturel (mené en France entre autres par Bruno de La Salle) s'approprie le résultat des recherches ethnographiques en matière de collecte des contes pour rénover l'art de raconter les histoires[réf. nécessaire].
Au départ les conteurs se sont contentés le plus souvent de réciter telles quelles les versions écrites, mais très rapidement ils se sont approprié les histoires en y apportant des touches personnelles, à la manière des conteurs traditionnels. Petit à petit, cette pratique est devenue un art de la scène, aux côtés du théâtre, de la danse, du one-man-show, voire de la performance. Avec ce renouveau, le conte est redevenu un art du spectacle à part entière. (Toutefois c'était déjà le cas dans les cultures faisant une large place aux traditions orales, comme chez les peuples caucasiens par exemple)[réf. nécessaire].
"Pour les conteurs d'hier, le conte faisait partie intégrante de la société à tel point que le conteur pouvait être à tout propos être interpellé, interrompu ou relayé par ses auditeurs[...] Les conteurs d'aujourd'hui ont dû investir cette invention de la société moderne : le temps libre, temps pendant lequel chacun se tourne vers ses centres d'intérêt hors du cadre professionnel et peut aussi écouter des contes... Les conteurs d'aujourd'hui sont artistes et donnent des spectacles"
De plus en plus de manifestations sont désormais consacrées à l'art de raconter des histoires.

### Océanie
Les aborigènes d'Australie ont recours à la tradition orale contée pour transmette les moyens de survie de leur communauté. Barbara Glowczewski a réalisé des films pour capturer cette mémoire orale et le rôle des femmes dans les sociétés aborigènes.

## La transmission des contes
Cette théorie a été remise en cause par certains chercheurs, comme Ruth Bottigheimer (en), qui attire l'attention sur l'importance des versions imprimées qui ont circulé, notamment sous forme de littérature de colportage. Elle fournit entre autres exemples le cas de L'Âne d'or, d'Apulée, redécouvert par Boccace qui l'a diffusé auprès de ses correspondants au XIVe siècle. Nombre de versions orales de contes collectés dériveraient en fait de versions littéraires diffusées à partir de l'invention de l'imprimerie (Straparola, Basile, la baronne d'Aulnoy, Perrault, etc.) et traduites en diverses langues. Elle souligne également l'importance du théâtre de rue dans la diffusion d'histoires classiques. Les frères Grimm eux-mêmes ont été amenés à retirer de leurs Contes de l'enfance et du foyer plusieurs récits lorsqu'ils se sont rendu compte qu'ils provenaient de versions déjà éditées dans des pays non germaniques[réf. nécessaire].

### Rôle de la personne conteuse
Pendant longtemps, les folkloristes se sont intéressés essentiellement à la matière du conte, ; les noms des conteurs auprès desquels étaient collectés les contes populaires n'étaient souvent même pas mentionnés dans les recueils, encore moins leur niveau d'instruction ou leur environnement social et familial ; l'intérêt pour ces sujets est assez récent. En outre, divers collecteurs de contes oraux ont mentionné les véritables performances théâtrales auxquelles se livraient les bons conteurs, qui changeaient de voix en fonction des personnages qu'ils interprétaient, faisaient usage de mimiques faciales et d'une gestuelle élaborée, et faisaient aussi participer l'assistance. Le bon conteur ne se contente pas de répéter à l'identique un conte entendu ou lu précédemment, il l'interprète à sa manière et le re-crée, chaque performance constituant un événement unique.

## Histoire

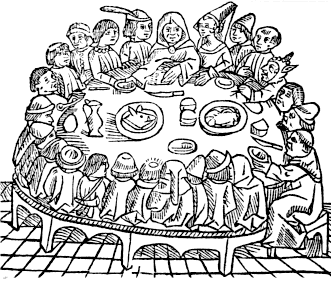
Illustration pour les Contes de Canterbury de Geoffrey Chaucer

L'histoire des contes oraux peut être entendue de plusieurs manières différentes. Il peut s'agir de l'histoire des différentes versions des contes oraux à travers les siècles. Cette histoire est rendue possible par les traces écrites que laisse la tradition orale dans la sphère littéraire, notamment à travers les premières collectes de contes à partir de la Renaissance, la littérature de colportage (en France, la Bibliothèque Bleue), mais également les traces de motifs de contes oraux dans la littérature savante (les Lais de Marie de France, Gargantua de François Rabelais, etc.). Cette histoire, qu'essaye de mener notamment Catherine Velay-Vallantin, n'en est qu'à ses balbutiements, et a en général pour objet de faire l'histoire d'un conte en particulier (Barbe-Bleue, Le Petit Chaperon rouge, etc.) à travers ses multiples occurrences écrites, ses évolutions sémantiques en fonction de l'histoire générale (famines, migrations de population, évolution du costume, des mœurs, etc.)[réf. nécessaire].

### Histoire des collectes de contes
Une autre manière d'aborder l'histoire des contes serait d'envisager celle de leur collecte, c'est-à-dire le fait de les fixer sur un support, quel qu'il soit, afin de les sauver de l'oubli ou de les étudier. Certaines versions orales font très tôt l'objet d'une captation écrite. Soit que des auteurs aient choisi de les "réécrire", soit que des folkloristes aient opéré des retranscriptions fidèles[réf. nécessaire].

#### L'Antiquité: retranscriptions des récits dits "fondamentaux"
La plus ancienne transcription connue d'un conte en tant que tel date du XIIIe siècle av. J.-C. Il s'agit du conte des deux frères, récit égyptien retrouvé sur papyrus. Comme beaucoup de contes issus de la tradition orale, cette histoire a beaucoup voyagé et a connu de nombreuses variantes. On en trouve notamment une version dans le recueil des frères Grimm (KHM 60). Dans la classification internationale des contes établie par Aarne et Thompson, il s'agit du conte-type AT-303.

#### Moyen Âge européen: vers un début de réécriture de l'oralité
Bien que des traces de la tradition orale soient décelables dans beaucoup d'œuvres médiévales (Les Lais de Marie de France, Gargantua de François Rabelais, le Décaméron de Boccace, Les Contes de Canterbury de Geoffrey Chaucer, etc.), les premières réécritures de contes oraux de notre ère apparaissent dans l'Italie de la Renaissance, avec Les Nuits facétieuses (Piacevoli notti) de Giovanni Francesco Straparola (deux volumes, 1550 et 1555).

#### LeXVIIesiècleeuropéen: les versions écrites prennent le pas sur la transmission orale
Ensuite, c'est au tour de certains écrivains français de la fin du XVIIe siècle de donner leurs lettres de noblesse aux contes, en offrant une réécriture toujours précieuse, souvent moralisatrice des contes populaires. Le recueil le plus connu de cet âge d'or du conte de fées français est celui de Charles Perrault, intitulé Histoires ou Contes du Temps Passé (autrement appelé Les Contes de ma mère l'Oie), et publié en 1697. On lui doit de célèbres versions écrites de Le Petit Chaperon rouge, de La Barbe Bleue, de Cendrillon, de La Belle au bois dormant, de Le Chat botté, de Riquet à la houppe, de Le Petit Poucet et de Peau d'âne. Mais les recueils de Madame Marie-Jeanne L'Héritier de Villandon, d'Henriette-Julie de Castelnau de Murat, Madame Gabrielle-Suzanne de Villeneuve, Madame Marie-Catherine d'Aulnoy et plus tard de Madame Jeanne Marie Leprince de Beaumont, populariseront d'autres contes comme Le Nain jaune, La Chatte blanche ou La Belle et la Bête. Au début du XVIIIe siècle se propage la mode littéraire du conte de fées, qui autorise Antoine Galland, entre 1704 et 1717, à traduire et publier pour la première fois en Occident les Mille et Une Nuits.

#### LeXIXesiècle: le début du travail de collecte scientifique
L'histoire de la collecte, et non plus seulement de la réécriture des contes, commence véritablement avec les frères Grimm, qui publient leurs Contes de l'enfance et du Foyer (Kinder- und Hausmärchen) au début du XIXe siècle (sept éditions de 1812 à 1857). Bien que Wilhelm Grimm réécrive en grande partie les contes, son souci reste constant d'une absence de travestissement du conte populaire : on voit disparaître la préciosité et la moralisation qui habillaient les contes de fées français. Par ailleurs, le personnage de la fée, fréquemment rajouté dans les réécritures françaises, disparaît presque totalement des 211 contes que comprend le recueil. On y trouve la première version écrite de Blanche-Neige, ainsi que la version du Petit Chaperon rouge où le chasseur intervient à la fin du récit. Enfin, les Grimm conservent la structure du conte populaire, et n'y ajoutent rien sinon des compléments de description destinés à étoffer et à préciser les événements du récit. Bien que ceci soit encore sujet à de nombreux débats, les contes de Grimm s'apparentent ainsi davantage à une collecte imparfaite qu'à une réécriture libre du conte oral. Leur collecte inspire en tout cas de nombreux folkloristes du dix-neuvième siècle, qui se mettent à rassembler les histoires de la tradition orale : c'est Émile Souvestre en France, Alexandre Afanassiev en Russie, Jón Árnason en Islande, Hyltén-Cavallius en Suède, etc.
Cette vague de collecte du XIXe siècle, souvent entachée de nombreuses réécritures, laisse place au XXe siècle à des travaux plus aboutis scientifiquement. Ils sont la conséquence d'un souci anthropologique de rigueur et de fidélité dans la collecte des documents ethnographiques. En France, ceci aboutit entre autres aux travaux de Geneviève Massignon, Paul Delarue et Marie-Louise Ténèze.

## Théories sur le conte de tradition orale

### Théories sur l'origine des contes
Le problème de l'origine des contes a fait couler beaucoup d'encre surtout au XIXe siècle, à partir de deux constatations de fond : la similitude des contes dans diverses cultures, et l’irrationalité de beaucoup de récits. Diverses écoles apparaissent, dont la plupart des thèses sont abandonnées aujourd'hui :
- la théorie indo-européenne, ou mythique, représentée surtout par l'orientaliste allemand Max Müller, place l'origine des contes populaires en Inde (berceau supposé des Aryens), à une époque préhistorique. Elle cherche à ramener le conte à des phénomènes météorologiques ou cosmogoniques (l'aube, la nuit, le ciel, le soleil, les nuages...) ; le mythe serait donc antérieur au conte. En France, Hyacinthe Husson cherchera à appliquer cette thèse aux contes de Perrault ; l'orientaliste italien Angelo De Gubernatis va dans le même sens.
- la théorie ethnographique, représentée par Andrew Lang en Angleterre, présente au contraire le conte comme antérieur au mythe, dont il représenterait une forme plus ancienne et plus sauvage. Il constituerait une survivance du culte des animaux et de pratiques magiques, et serait né en plusieurs endroits à la fois, dans des cultures parfois éloignées géographiquement mais parvenues au même stade culturel de l'animisme et du totémisme (polygenèse). Arnold van Gennep, s'appuyant sur ses connaissances des aborigènes d'Australie, reprend en partie cette théorie, mais considère, lui, que l'évolution s'est faite des genres utilitaires (le mythe, qui commente un rite, et la légende, qui impose un devoir) vers les genres plus « gratuits », comme le conte merveilleux.
- la théorie ritualiste, incarnée par Paul Saintyves, rejette les interprétations mythiques solaires, et considère les personnages des contes comme le souvenir de personnages cérémoniels. Il distingue parmi les contes de Perrault trois groupes : les contes d'origine saisonnière, initiatique, et inventés dans le cadre de fabliaux et d'apologues.
- la théorie marxiste de Vladimir Propp considère que les contes sont nés au moment de l'évolution des sociétés basées sur la chasse et la cueillette vers l'agriculture. Il adhère lui aussi à l'idée que les contes merveilleux reflètent des rites anciens ; ceux-ci, n'étant  plus compris comme tels, auraient été peu à peu déformés par le conte, évoluant du registre du terrible et du sacré vers le grotesque héroïco-comique.

La question de l'origine des contes suscite beaucoup moins de controverses de nos jours (notamment en raison de la constatation de l'interaction continuelle entre les versions orales et écrites, par-delà des frontières linguistiques et culturelles) ; l'intérêt des chercheurs s'est déplacé d'abord vers la diffusion, puis vers les questions de forme, de sens et de fonctions du conte.

### Typologie Aarne-Thompson
La typologie internationale la plus connue, couramment utilisée par les ethnologues qui s'intéressent au conte oral européen, est la typologie dite "Aarne-Thompson". Celle-ci a été complétée et adaptée pour des aires culturelles spécifiques par divers folkloristes, comme Andreev pour les contes slaves orientaux.
Les collectes des histoires s'étant accumulées au fur et à mesure du XIXe siècle, les folkloristes ont éprouvé au début du XXe siècle le besoin de classifier tous ces récits, et d'opérer de manière empirique des recoupements entre différentes versions. L'objectif poursuivi était de mettre en valeur les éléments qui permettent de caractériser un même récit. Le Finlandais Antti Aarne, et son collègue américain Stith Thompson, aboutirent ainsi à la notion de conte-type, et à une classification des contes connue sous le nom de classification Aarne-Thompson (désormais classification Aarne-Thompson-Uther ou ATU, à la suite de sa révision par Hans-Jörg Uther en 2004). Cette classification typologique (et non générique), comprend quatre grandes catégories: 
- le conte d'animaux
- le conte proprement dit (subdivisé en conte merveilleux, conte religieux, conte-nouvelle et conte de l'ogre stupide)
- le conte facétieux
- le conte à formule (ou randonnée).

### Structure
Dans sa Morphologie du conte (1928), Vladimir Propp analyse un corpus de contes russes qu'il réduit à une série de 31 fonctions portées par des personnages réductibles à sept caractères principaux. Il considère ainsi le conte comme une structure narrative, dans laquelle les motifs sont interchangeables : on peut remplacer l'ogre par un dragon sans que le sens du récit soit modifié. Gianni Rodari proposera de réaliser un jeu de cartes basées sur les fonctions de Propp.
Claude Lévi-Strauss formulera des critiques à l'égard de la théorie de Propp (La structure et la forme, 1960) : il montrera par exemple que les contes se prêtent moins bien à l'analyse structurale que les mythes car ils sont de fonctionnement plus libre. Il affirmera aussi qu'en étudiant les contes en dehors de tout contexte ethnographique, l'analyse structurale conduit à des incohérences et à un excès d'abstraction.
Antoine Faivre considèrera à son tour que là où l'école finlandaise (Aarne et Thompson) péchait en ne voyant dans les contes que leur contenu, Vladimir Propp était critiquable par son ultra-formalisme, qui ne considère plus le contenu des contes, mais seulement leur structure.
Dans le conte merveilleux on trouve le schéma narratif suivant, constitué de cinq étapes :
- La situation initiale, qui présente le cadre spatio-temporel, les personnages principaux dans une situation stable. Cette étape débute souvent par une formule introductrice, du type "il était une fois".
- L'élément perturbateur marque un bouleversement plus ou moins brusque, il peut être introduit par des expressions de type: "soudain", " un jour", etc.

- Viennent ensuite les péripéties, c'est-à-dire les épreuves que doit affronter le héros, et qui mènent à

- L'élément de résolution, quatrième étape autrement appelée le dénouement du récit.

- Deux solutions de la trame sont envisageables : une fin heureuse ("ils se marièrent et eurent beaucoup d'enfants") ou malheureuse. Cette dernière est très rare dans le cas du conte merveilleux, et caractérise la plupart du temps une version incomplète ou remaniée à des fins précises (dans le cas du Petit Chaperon Rouge de Perrault, la moralisation)[19]. Une dernière phrase à fonction d'épilogue peut éventuellement conclure le conte, signe que le conteur a terminé son histoire: "[...] et il se pourrait que notre héros vive encore aujourd'hui...", ou bien encore "et cric, crac, mon conte est achevé". Elle être aussi une signature propre à un conteur (ex: "et tout ceci est vrai parce que je l'ai vu")

### Style
Max Lüthi aborde le conte populaire d'un point de vue stylistique et littéraire, ce qui lui permet de le distinguer par exemple de la légende ou du mythe. Il met notamment en lumière l'absence de profondeur (Flächenhaftigkeit), aussi bien physique que psychologique, et l'unidimensionnalité (Eindimensionalität) des personnages et des récits.

#### Ouvrages
- (en) S. Thompson, The Folktale, New York, Holt, Rinehart and Winston, 1946.
- Rémi Savard, « La transcription des contes oraux », Études françaises, volume 12, numéro 1-2, avril 1976, p. 51-60 (lire en ligne).
- Michèle Simonsen, Le conte populaire (coll. « Littératures modernes »), Paris, PUF, 1984.
- Michel Valière, Le conte populaire. Approche socio-anthropologique, Paris, Armand Colin, 2006, 208 p.  (ISBN 2200266278).
- (en) (Collectif) A Companion to the Fairy-Tale, éd. Hilda Ellis Davidson & Anna Chaudhri, Boydell & Brewer, Rochester NY, 2003  (ISBN 978-1-84384-081-7).
- Marie-Louise Ténèze et Impr. France Quercy), Le conte populaire français, Maisonneuve & Larose, 2002 (ISBN 2-7068-1572-8 et 978-2-7068-1572-0, OCLC 470106131).

#### Articles
- Josiane Bru, « Qu’est-ce qu’un conte de tradition orale ? », dans Contes e cants : Les recueils de littérature orale en pays d’oc, XIXe et XXe siècles, Presses universitaires de la Méditerranée, coll. « Estudis occitans », 21 octobre 2014 (ISBN 978-2-36781-073-7, lire en ligne), p. 151–172.
- Nicole Belmont, « Le conte de tradition orale », Conte en bibliothèque, Éditions du Cercle de la Librairie,‎ 2005, p. 13-26 (DOI 10.3917/elec.cevin.2005.01.0013, lire en ligne ).
- Rodrigue Homero Saturnin Barbe, « Les traditions orales en Afrique », Horizons/Théâtre. Revue d'études théâtrales, no 13,‎ 31 décembre 2018, p. 54–67 (ISSN 2261-4591, DOI 10.4000/ht.1002, lire en ligne).
- Nicole Fourtané, « Le conte populaire, expression de la culture andine traditionnelle », América. Cahiers du CRICCAL, vol. 18, no 1,‎ 1997, p. 115–122 (DOI 10.3406/ameri.1997.1248, lire en ligne, consulté le 26 mars 2023).
- Alain Joseph Sissao, « Roman francophone et cultures africaines : disjonctions, passages et reconfigurations », Penser les passages dans les littératures et cultures africaines,‎ 21 décembre 2021 (lire en ligne, consulté le 26 mars 2023).